# 鳥取藩台場跡
鳥取藩台場跡（とっとりはんだいばあと）は、鳥取藩が江戸時代の幕末期に領内8か所に築いた台場跡の総称。1988年7月27日うち5か所が国によって史跡に指定、2016年3月1日赤崎台場跡が追加指定されている。

## 概要
- 浦富台場跡（岩美町浦富） - 史跡[1]。
- 浜坂台場跡（鳥取市浜坂）
- 賀露台場跡（鳥取市賀露）
- 橋津台場跡（湯梨浜町橋津） - 史跡[1]。
- 由良台場跡（北栄町由良） - 史跡[1]。
- 赤碕台場跡（琴浦町赤碕） - 史跡[1]。
- 淀江台場跡（米子市淀江町今津） - 史跡[1]。
指定面積2,619m2。1863年（文久3年）に築かれたもので、国産の大砲3門が供えられ、後に8門が増設された。特徴は、土地提供者、設計者、守備する兵士などすべてが、松波徹翁をはじめとする地元の人であったこと。現在も長さ65メートル、高さ5メートルの土塁が残り、公園として整備されている。
- 境台場跡（境港市境） - 史跡[1]。

## 画像

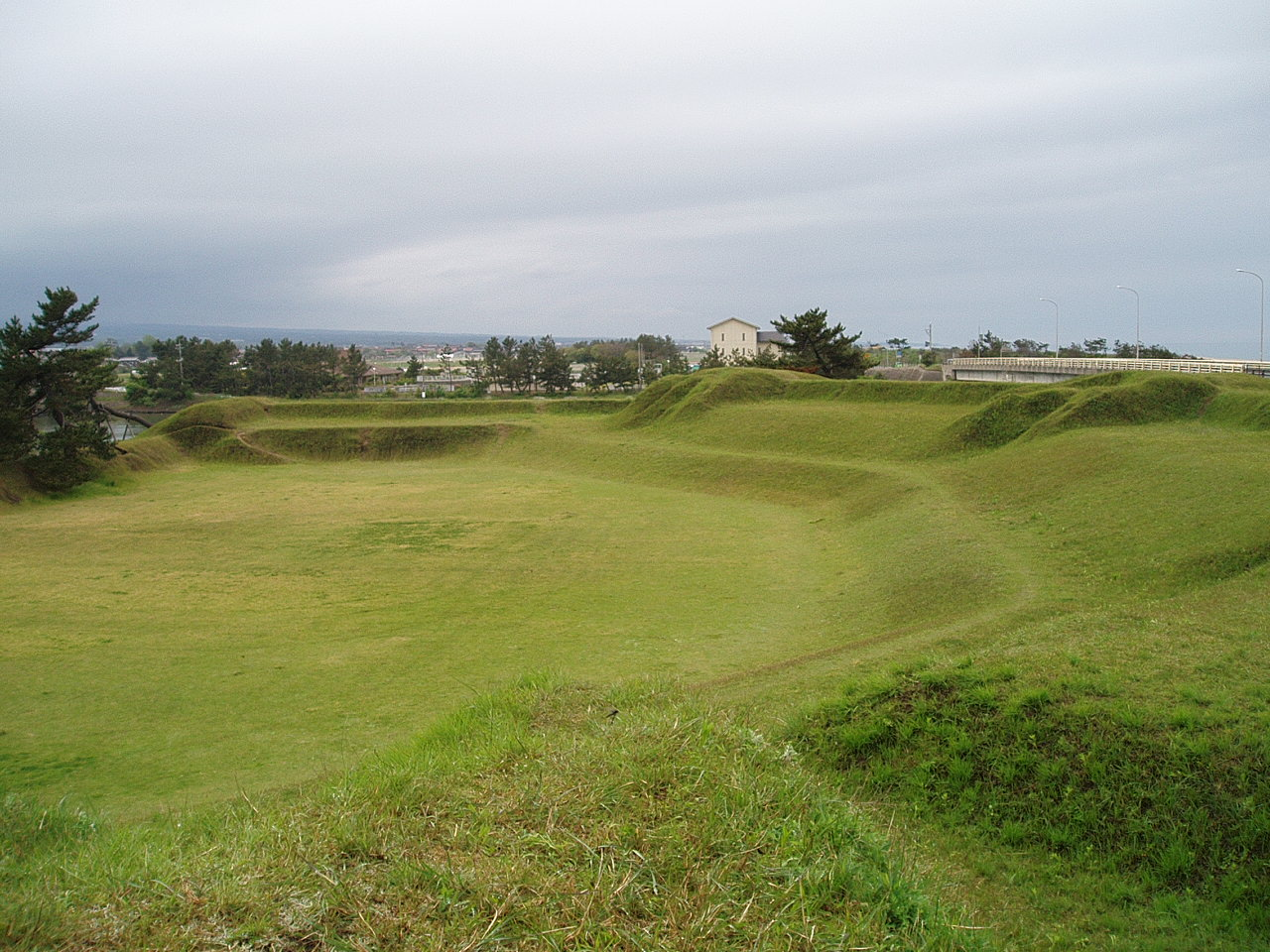
由良台場跡（2014年4月） 画像右が北（海方向）
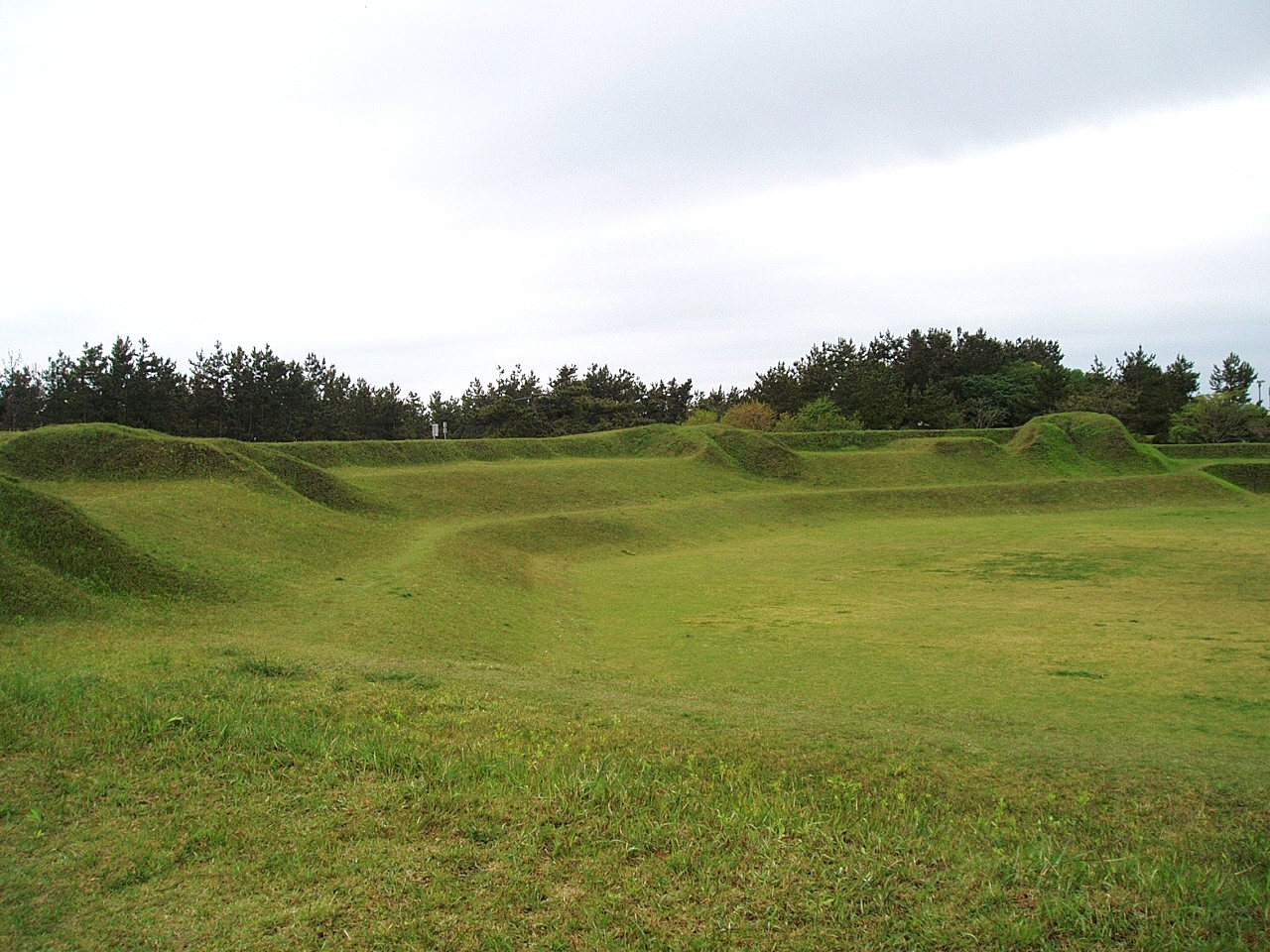
由良台場跡（2014年4月） 南から北を望む